# Кубок Македонії з футболу 2013—2014
Кубок Македонії з футболу 2013–2014 — 22-й розіграш кубкового футбольного турніру в Македонії. Титул втретє здобули Работнічкі.

## Перший раунд
| Команда 1               | Рахунок | Команда 2               |
| ----------------------- | ------- | ----------------------- |
| 21 серпня 2013          |         |                         |
| Заяці (2)               | 2:4     | Вардар                  |
| Локомотива (Скоп'є) (2) | 1:5     | Напредок (Кичево)       |
| Бабі (3)                | -:+     | Гостивар                |
| Караорман (3)           | 0:5     | Пелістер                |
| Беласиця (3)            | 0:4     | Турново                 |
| 11 Октовмрі (2)         | 0:4     | Ренова                  |
| Могіла (3)              | 2:3     | Сілекс (2)              |
| Шкупі (-)               | -:+     | Тетекс (2)              |
| Корзо (2)               | 0:1     | Металург (Скоп'є)       |
| Міравці (2)             | 3:0     | Руфея (2)               |
| Борец (Велес) (2)       | 1:2     | Дріта (3)               |
| Люботен (3)             | 0:3     | Македонія Гьорче Петров |
| Новаці 2005 (2)         | 2:1     | Горно Лисиче            |
| 22 серпня 2013          |         |                         |
| Работнік Джуймалія (3)  | 0:7     | Шкендія                 |
| Сатестка (4)            | -:+     | Брегальниця (Штип)      |
| Карбинці (3)            | 1:9     | Работнічкі              |

## 1/8 фіналу
| Команда 1          | Заг.         | Команда 2               | 1-й матч | 2-й матч |
| ------------------ | ------------ | ----------------------- | -------- | -------- |
| 18/25 вересня 2013 |              |                         |          |          |
| Металург (Скоп'є)  | 2:2 (ч)      | Вардар                  | 1:0      | 1:2      |
| Турново            | 1:1 пен. 0:3 | Брегальниця (Штип)      | 1:0      | 0:1 дч   |
| Тетекс (2)         | 4:4 пен. 5:4 | Ренова                  | 2:2      | 2:2 дч   |
| Пелістер           | 2:2 пен. 3:2 | Міравці (2)             | 2:0      | 0:2 дч   |
| Работнічкі         | 6:1          | Новаці 2005 (2)         | 4:0      | 2:1      |
| Сілекс (2)         | 1:1 пен. 7:8 | Дріта (3)               | 1:0      | 0:1 дч   |
| Гостивар           | 2:4          | Напредок (Кичево)       | 0:3      | 2:1      |
| Шкендія            | 4:0          | Македонія Гьорче Петров | 2:0      | 2:0      |

## 1/4 фіналу
| Команда 1                   | Заг. | Команда 2         | 1-й матч | 2-й матч |
| --------------------------- | ---- | ----------------- | -------- | -------- |
| 12 жовтня/20 листопада 2013 |      |                   |          |          |
| Брегальниця (Штип)          | 3:2  | Шкендія           | 2:1      | 1:1      |
| 13 жовтня/20 листопада 2013 |      |                   |          |          |
| Тетекс (2)                  | 2:1  | Напредок (Кичево) | 0:0      | 2:1      |
| Дріта (3)                   | 1:10 | Металург (Скоп'є) | 0:3      | 1:7      |
| 13 жовтня/4 грудня 2013     |      |                   |          |          |
| Пелістер                    | 1:2  | Работнічкі        | 1:0      | 0:2      |

## Півфінали
| Команда 1                 | Заг.         | Команда 2          | 1-й матч | 2-й матч |
| ------------------------- | ------------ | ------------------ | -------- | -------- |
| 19 березня/16 квітня 2014 |              |                    |          |          |
| Работнічкі                | 2:2 пен. 5:4 | Брегальниця (Штип) | 2:0      | 0:2 дч   |
| Тетекс (2)                | 0:1          | Металург (Скоп'є)  | 0:0      | 0:1      |

## Фінал
| 7 травня 2014 21:00 (EEST) |

| Работнічкі                         | 2:0      | Металург (Скоп'є) |
| ---------------------------------- | -------- | ----------------- |
| Маневський 45' (пен.) Петров 90+1' | Протокол |                   |

| Національна арена «Філіпп II Македонський», Скоп'є Глядачів: 1 000 Арбітр: Дімітар Мечкаровський |